# Zomba
Zomba – miasto w południowej części Malawi w pobliżu płaskowyżu Zomba (2000 m). Czwarte co do wielkości miasto kraju.
Powierzchnia miasta wynosi 2580 km², a populacja 105 tys. mieszkańców.
W latach 1864–1964 miasto było stolicą brytyjskiej kolonii Niasa, a do 1975 roku niepodległego Malawi. Miasto słynie z brytyjskiej architektury kolonialnej. Zomba jest również siedzibą Chancellor College i Uniwersytetu Malawi.
W XIX wieku Zomba było bazą zwalczania handlu niewolnikami. Obecnie w mieście produkuje się kawę, bawełnę, tytoń i lakę.